# باباگیر
باباگیر روستایی دراستان ایلام در شمال غربی شهرستان ایوان است.